# Улун Дану Братан
Улун Дану (индон. Pura Ulun Danu Bratan) — крупный индуистский храм в районе Бедугул, округ Табанан, Бали, Индонезия. Храм расположен на берегах озера Братан. Этот и более мелкие водные храмы участвуют в орошении земель.
Сооружение было построено в 1633 году. Храм используется для жертвоприношений богине воды, рек и озёр Дэви Дану.
11-ярусная башня посвящена божеству Шиве и его супруге Парвати. В храме также находится статуя Будды и ступа.
Храм также называется Храмом на воде, поскольку во время прилива создаётся ощущение того, что храм находится на воде.
Рядом на склонах гор образован Балийский ботанический сад.

## Галерея

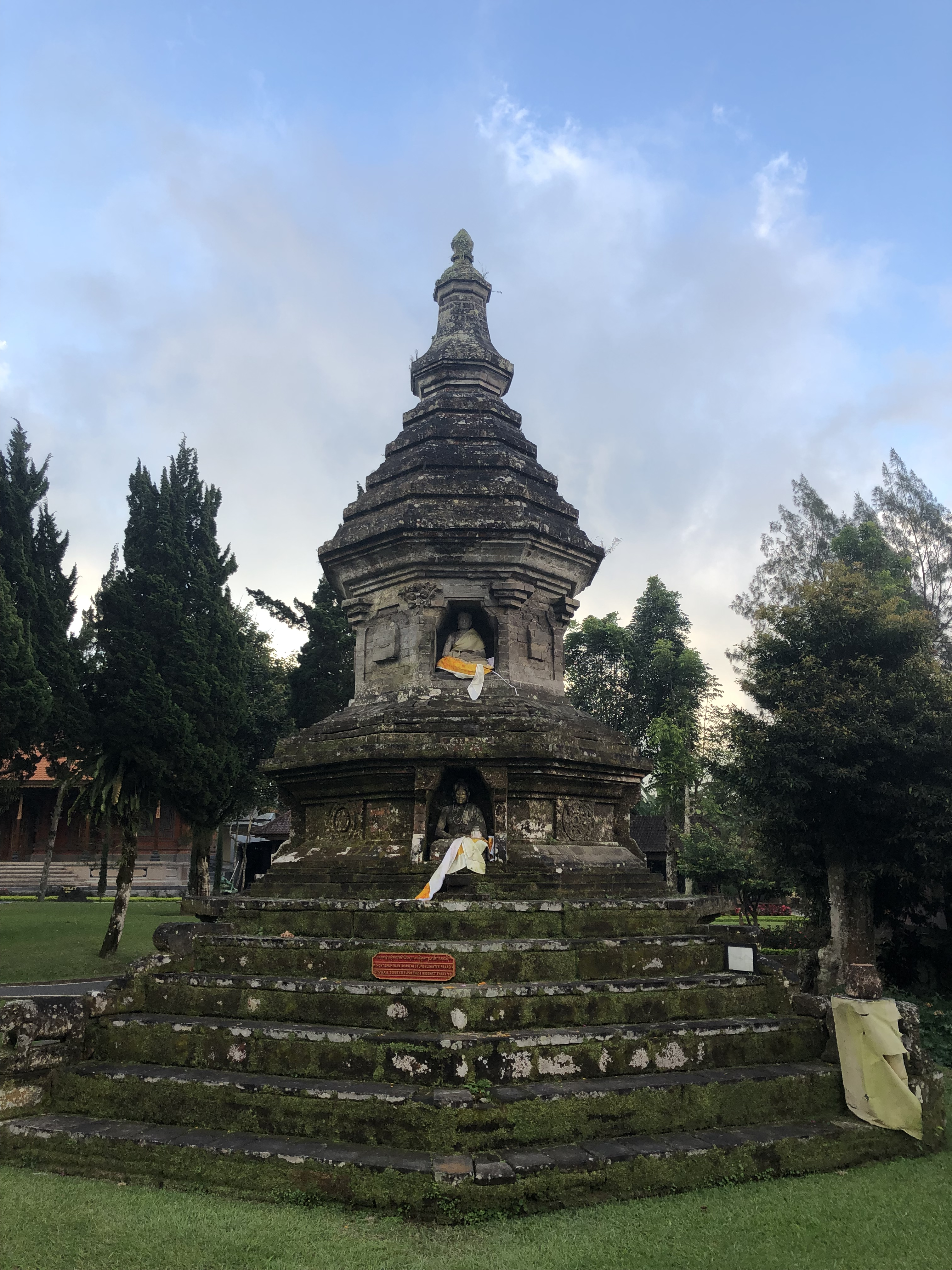
Буддийская ступа в Улун Дану
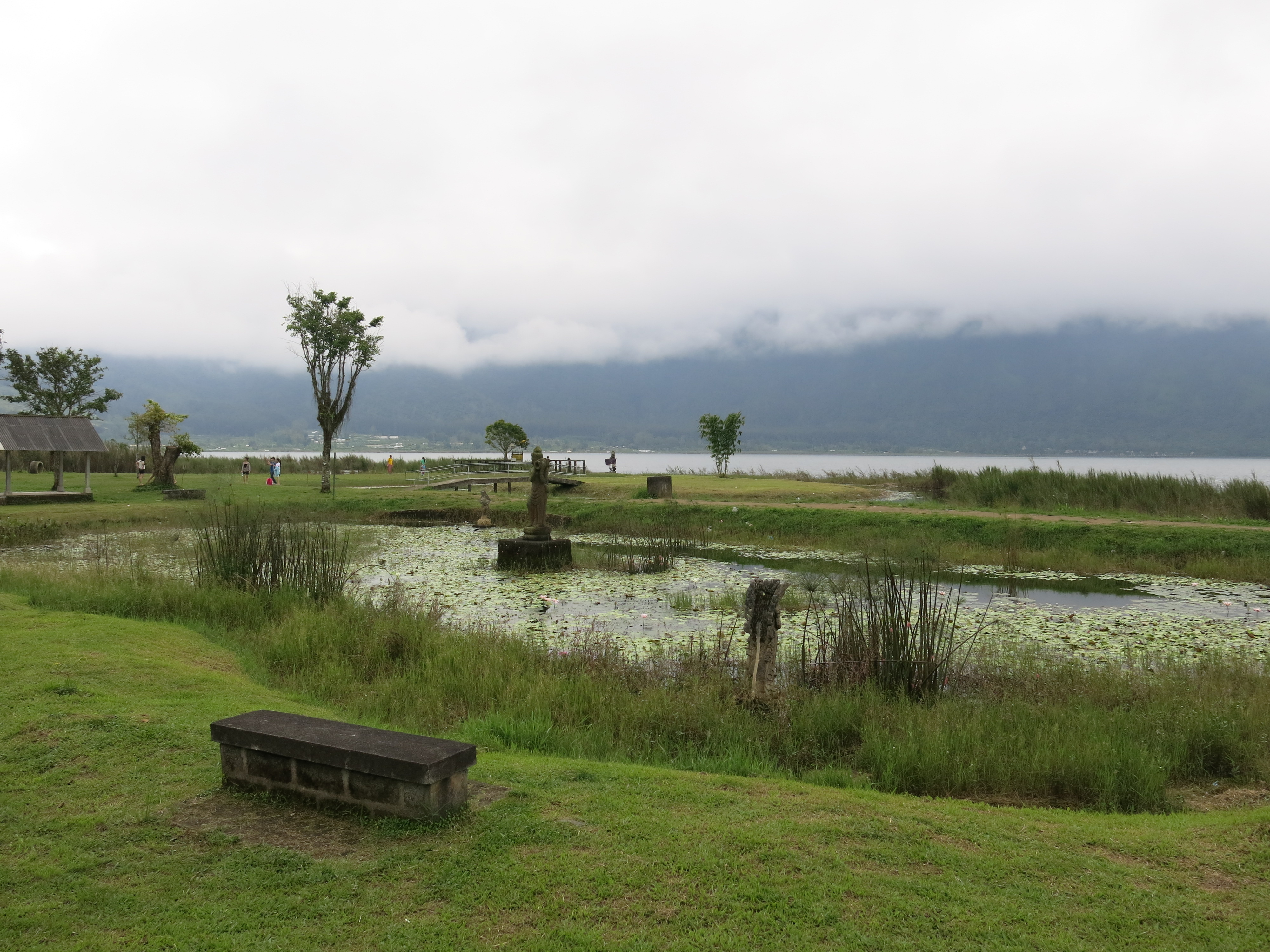
Заводь около храма
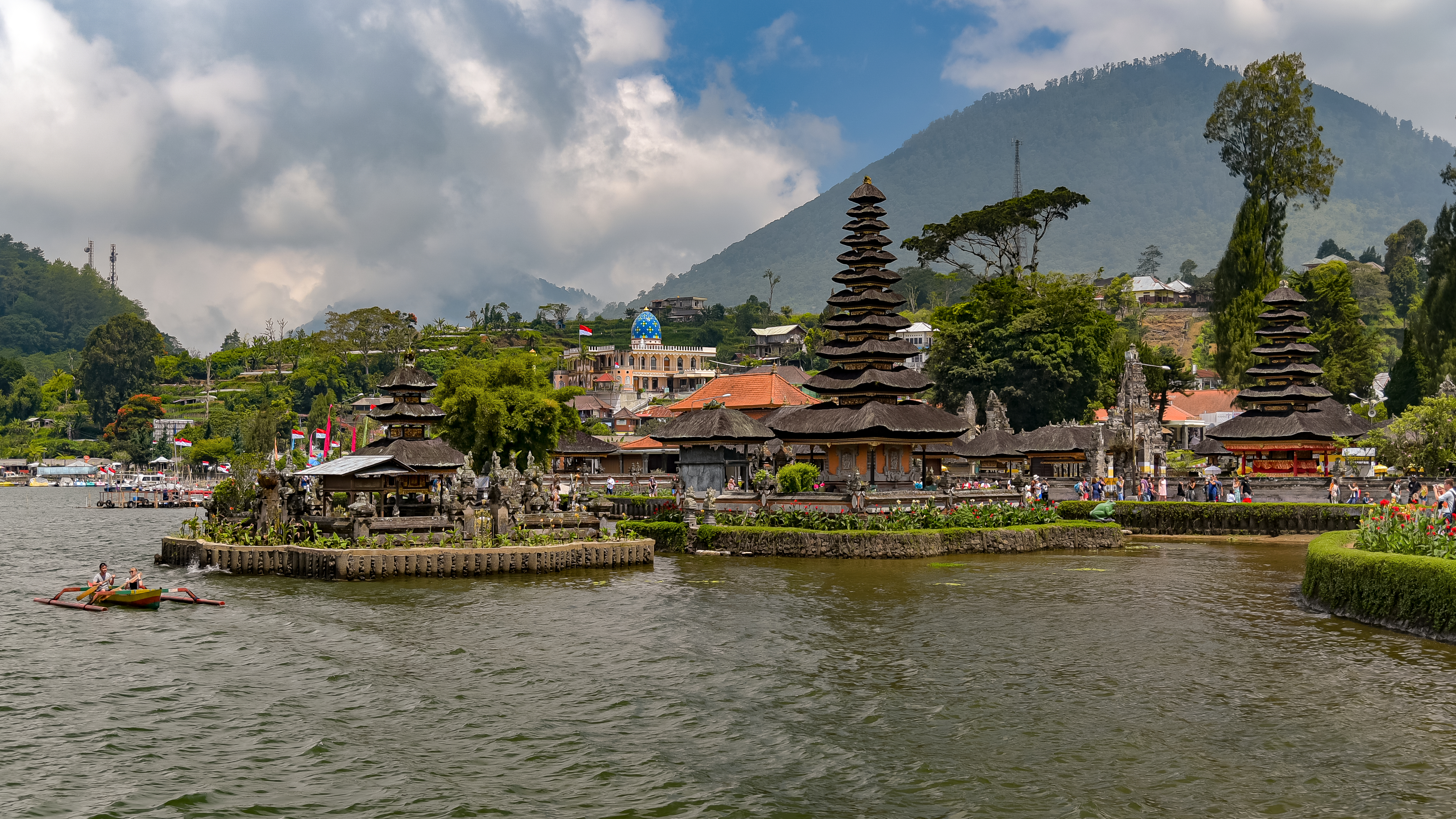
Вид на храм с озера. Вдалеке виднеется мечеть.